# Max Olsson
Max Olsson, född 20 april 1999, är en svensk fotbollsspelare som spelar för FC Rosengård.

## Karriär

### Tidig karriär
Olssons moderklubb är Tomelilla IF. Han gick som 12-åring till Malmö FF.

### IFK Värnamo
I februari 2018 värvades Olsson av IFK Värnamo. Olsson tävlingsdebuterade den 18 februari 2018 i en 2–0-förlust mot BK Häcken, där han blev inbytt i den 78:e minuten mot Anton Maikkula. Olsson gjorde sin Superettan-debut den 11 april 2018 i en 2–1-förlust mot Gais, där han blev inbytt i den 87:e minuten mot Lumala Abdu.

### Lunds BK
I augusti 2018 gick Olsson till division 1-klubben Lunds BK. Han debuterade den 18 augusti 2018 i en 2–1-förlust mot Grebbestads IF. Den 25 augusti 2018 gjorde han sitt första mål i en 3–0-vinst över IK Oddevold.

### Åtvidabergs FF
I december 2018 värvades Olsson av Åtvidabergs FF. Han debuterade den 6 april 2019 i en 1–1-match mot Eskilsminne IF.

### IF Sylvia
Den 30 december 2019 värvades Olsson av IF Sylvia. Han debuterade och gjorde ett mål den 14 juni 2020 i en 4–1-vinst över IFK Luleå.

### Norrby IF
I februari 2021 värvades Olsson av Norrby IF, där han skrev på ett tvåårskontrakt. I december 2022 förlängde Olsson sitt kontrakt med två år.

### FC Rosengård
I november 2024 värvades Olsson av FC Rosengård, där han skrev på ett tvåårskontrakt.